# 毒马草属
毒马草属（学名：Sideritis）是唇形科下的一个属，为一年生或多年生草本或亚灌木植物。该属共有约100种，分布于北温带的欧亚大陆。